# Joaquim Tenreiro
Joaquim Albuquerque Tenreiro (Melo, Gouveia, 23 de agosto de 1906 — Itapira, 10 de maio de 1992) foi um marceneiro, projetista de mobiliário (designer de móveis) , pintor e escultor moderno.
Nascido em Portugal, mudou-se para o Brasil, onde exerceu a profissão de marceneiro, herdada da família, e depois a de projetista de móveis, em diversas empresas no Rio de Janeiro, como Laubisch & Hirth. No ano de 1942 projetou seu primeiro móvel moderno, para uma residência de Francisco Inácio Peixoto, abandonando as práticas de então de copiar móveis em estilo clássico europeu e dando uma nova visão moderna ao mobiliário.
A partir de 1943 montou sua própria empresa, com fábricas e lojas no Rio de Janeiro e São Paulo, com grande sucesso profissional e de crítica.
No final da década de 1960 resolveu encerrar a empresa e dedicar-se às artes, principalmente a escultura em madeira, que já vinha exercendo em paralelo com sua atividade principal, desde que fizera um curso de desenho, em 1928 no Liceu Literário Português e no Liceu de Artes e Ofícios do Rio de Janeiro. Em 1931, já integrara o Núcleo Bernardelli, grupo criado em oposição ao ensino acadêmico da Escola Nacional de Belas Artes, onde desenvolveu seus pendores para a pintura, tendo demonstrado excelente familiaridade com os pincéis. Nessa época, até a década de 1940, dedicou-se à pintura de retratos, de paisagens e de naturezas-mortas.
Nas décadas de 1950 e 1960, desenhou mobiliário e painéis em madeira, acompanhando o progresso da arquitetura moderna, para diversas instituições, como o Itamaraty e o SENAI.
Diversas exposições, livros e retrospectivas foram realizadas sobre sua obra e Joaquim Tenreiro foi escolhido Melhor Escultor do ano de 1978 pela APCA.